# Jan Hellström
Jan Hellström (ur. 21 lutego 1960 w Söderköping) – szwedzki piłkarz występujący na pozycji napastnika.

## Kariera klubowa
Hellström jako junior grał w zespołach Örtomta GoIS oraz IF Saab. W 1978 roku został włączony do pierwszej drużyny Saaba, grającej w drugiej lidze. W tym samym roku spadł z zespołem do trzeciej ligi, a rok później do czwartej. W 1981 roku został graczem pierwszoligowego IFK Norrköping. W 1982 roku spadł z nim do drugiej ligi, ale rok później awansował z powrotem do pierwszej.
W 1985 roku Hellström przeszedł do także pierwszoligowego Örgryte IS. W tym samym roku zdobył z nim mistrzostwo Szwecji. W 1987 roku wrócił do IFK Norrköping. W kolejnych latach zdobył z nim mistrzostwo Szwecji (1989), a także trzy razy Puchar Szwecji (1988, 1991, 1994). W sezonie 1989 został też królem strzelców ligi szwedzkiej. W Norrköping grał do 1994 roku. Potem występował w amatorskich drużynach Hagahöjdens BK oraz Åby IF, gdzie w 1999 roku zakończył karierę.

## Kariera reprezentacyjna
W reprezentacji Szwecji Hellström zadebiutował 6 sierpnia 1986 w wygranym 3:1 towarzyskim meczu z Finlandią. W 1988 roku został powołany do kadry na Letnie Igrzyska Olimpijskie, zakończone przez Szwecję na ćwierćfinale.
W latach 1986–1989 w drużynie narodowej rozegrał 7 spotkań.